# Tejitu Daba
Tejitu Daba, född 20 augusti 1991, är en friidrottare från Bahrain. Hon deltog vid olympiska sommarspelen 2012 och olympiska sommarspelen 2020.